# Église Saint-Léger de Saint-Chamas
L'église Saint-Léger de Saint-Chamas (Bouches-du-Rhône) a été bâtie de 1660 à 1669 par l'architecte aixois Pierre Pavillon. La façade remarquable est de style baroque provençal. Le clocher sur pilotis date de 1730.
Le monument a été construit sur un sol de nature instable, des travaux sont financés en 2017 pour consolider l'église, rénover les façades, voûtes du clocher et vitraux.
L'église est inscrite aux monuments historiques depuis 1957.